# Моджешть
Моджешть, Моджешті (рум. Mogești) — село у повіті Вилча в Румунії. Входить до складу комуни Слетіоара.
Село розташоване на відстані 189 км на північний захід від Бухареста, 37 км на захід від Римніку-Вилчі, 88 км на північ від Крайови, 146 км на південний захід від Брашова.

## Населення
За даними перепису населення 2002 року у селі проживали 389 осіб, усі — румуни. Усі жителі села рідною мовою назвали румунську.